# Mario Pedrina
Mario Pedrina (Ponte di Barbarano, 1881 – Ponte di Barbarano, 15 novembre 1977) è stato un allenatore di calcio e calciatore italiano, di ruolo difensore.

## Carriera
Dal 1913 al 1915 svolge il ruolo di allenatore-giocatore nel Padova.